# El último deseo
El último deseo (en polaco: Ostatnie życzenie) es una de las dos antologías de cuentos (siendo el otro La espada del destino - Miecz przeznaczenia) que preceden la serie principal de la Saga de Geralt de Rivia, creada por el escritor polaco Andrzej Sapkowski. La primera edición en polaco fue publicada en 1993 y la primera en español, en 2002, siendo además traducido a diversos idiomas. La antología emplea la técnica de la narración enmarcada y en la cual seis cuentos son unidos por una séptima narración intercalada entre estos. En el año 2003 obtuvo el Premio Ignotus en la categoría Mejor antología. 

## Argumento
Esta antología consta de siete cuentos. Geralt de Rivia, tras ser herido en su lucha con la Estrige de Wizima, descansa en un templo. Durante ese lapso tiene recuerdos de eventos recientes de su vida, cada uno formando una historia en sí. En cada uno de esos cuentos se puede ver una reinvención de varios cuentos clásicos como "la bella y la bestia" en "La Semilla de la Verdad" o "Blancanieves y los siete enanitos" en "Un mal menor". En cualquier caso, todos los cuentos están vistos desde una perspectiva más oscura, cruel y satírica de lo que aparenta.

### La voz de la razón
«La voz de la razón (Głos rozsądku)»: Geralt se encuentra en el templo de Melitele, en Ellander, recuperándose de las heridas sufridas durante el enfrentamiento con la estrige de la historia "El Brujo" (que se narra a posterior). Se describe cómo Geralt está en una habitación junto con una chica. La chica tiene ganas de "intimar" con el brujo, pero parece que Geralt no está interesado. Luego entra en sueños, donde sucede lo narrado en El Brujo, y posteriormente vuelve en sí. La mujer se posa sobre él en forma provocativa y al final, Geralt cae en la tentación y tienen una noche loca juntos. 
Al parecer, la chica se llama Iola (es una religiosa que ha hecho el voto de no hablar) y es la sacerdotisa Nenneke quien al día siguiente entra en la habitación por la mañana y echa a Lola de la estancia. Al parecer, por la noche Geralt, embriagado, había hecho el amor con Lola pensando en que era Yennefer (luego se explicará quién es). 
Nenneke se pone a revisar la grave herida de Geralt en el cuello. Tras dicha inspección, Nenneke se marcha. Se da información sobre el culto a Melitele y sobre cómo se adora a la diosa de la fertilidad y las cosechas. Luego sigue lo acontecido en «La Semilla de la Verdad». Luego, Geralt se encuentra paseando por el templo, en busca de Nenneke o Lola. Finalmente encuentra a Nenneke, y esta le dice que debería pasar por el "trance", una especie de hipnosis. Para realizar el "trance" se necesita de la ayuda de Iola, ya que parece tener unos poderes espirituales especiales. Es Nenneke quien está interesada en que Geralt realice dicho "trance", ya que percibe algo extraño en Geralt, algo turbio en su destino, y quiere saber qué es por su amistad con Geralt desde la infancia del brujo.

### El brujo
«El brujo (Wiedźmin)»: Cuento de 8 capítulos. Trata de Geralt entrando a la ciudad de Wyzima, donde toma una misión consistente en matar o liberar de una maldición a una estrige. Finalmente la libera pero queda herido en el cuello.

### La semilla de la verdad
«La semilla de la verdad (Ziarno prawdy)»: Geralt viaja en compañía de su caballo y se encuentra con dos cuerpos que presuntamente han sido asesinados. Buscando esclarecer el hecho llega a una enorme casa en donde vive Nivellen, un monstruo, que no es un monstruo, pero que vive y recrea una versión retorcida del cuento "La Bella y la Bestia".

### El mal menor
«El mal menor (Mniejsze zło)» Geralt llega a Blaviken buscando al alcalde, con los restos de una kikimora, una bestia que ha matado, a lomos de un asno, buscando alguna compensación, pero el alcalde le dice que no hay recompensa, pero que un hechicero, de nombre Irion, que vive cerca del pueblo, posiblemente quiera comprársela. Llegan donde el hechicero y resulta ser un conocido de Geralt, llamado Stregobor, quien le cuenta que está escondido huyendo de alguien que lo quiere matar y le pide ayuda.
Geralt se muestra reacio a ofrecérsela, pues había tenido una mala experiencia con Stregobor. Este le habla de una maldición sobre ciertas mujeres que nacen con mutaciones extrañas, clarividencia y tendencias homicidas bajo ciertas condiciones, después de un eclipse de Sol, por eso la llama la "Maldición del Sol". Le cuenta la historia de Renfi, una niña nacida bajo estas condiciones, de quien se sospecha que ha matado a sus padres y hermanos, que eran el Rey, reina y príncipes de Creyden. El hechicero fue contratado para detenerla y tras una dura lucha, logró inmovilizarla y "sellarla", pero de alguna manera, Renfi logró romper el hechizo y ahora lo busca para matarlo. Stregobor le pide nuevamente ayuda, apelando al mal menor, pero Geralt se niega, ya que no cree en la maldición y no acepta matar a un ser humano y decide no elegir ningún mal, ya sea mayor o menor y abandona la torre. 
Al día siguiente, Geralt va a la taberna y encuentra a los hombres de Renfi que provocan al brujo, pero en el momento en que iba a empezar la pelea aparece Renfri y los dejan a solas.  Renfri advierte que al día siguiente matará a Stregobor, y que es mejor que elija el mal menor y deje que muera, sino más gente morirá.  Esa noche, Geralt entra en su habitación y se abalanza sobre un extraño que resulta ser Renfri. Ella le dice que tiene dos opciones para evitar la masacre. Una es que el hechicero se entregue pacíficamente, y la otra es que Geralt entre en la torre del hechicero y acabe con su vida.
Renfri le cuenta su historia: El día en que mandaron a un cazador para matarla, este la violó y la dejó libre por compasión.  Creció en medio de penurias y haciéndose más fuerte a base de golpes, y evitando los varios intentos de ser asesinada por la reina de Creyden y Stregobor. Según ella, el mal menor es matar al hechicero y evitar la masacre. El brujo se niega y de pronto Renfri entra en trance, diciéndole que al día siguiente Geralt se encontrará solo en la plaza de Blaviken, rodeado de sangre por no haber sabido elegir el mal menor. Renfri se despierta de su trance asustada, se le insinúa al brujo y terminan la noche juntos. Renfri le promete a Geralt que se irían de la aldea sin ningún problema. A la mañana siguiente, Geralt descubre que Renfi le mintió y que en la feria de Blaviken empezarán a matar gente en la plaza para obligar a salir a Stregobor.
Geralt llega a la plaza y se encuentra a los hombres de Renfri pues ella, parece que está en la Torre de Stregobor. Luchan, Geralt los mata a todos y aparece Renfri, diciéndole al brujo que el hechicero no saldrá de su torre ni dejará entrar a Geralt, aunque mate a todo Blaviken. 
Ellos no quieren luchar entre sí, pero tampoco pueden renunciar a lo que son y se enfrentan a muerte. 
Geralt atraviesa a Renfir con su espada y aparece Stregobor, quien le dice al brujo que se marche, pues la gente no sabe la verdad y le tacharán de monstruo. Efectivamente el brujo se marcha bajo una lluvia de piedras de parte del pueblo horrorizado. Lllega el alcalde, y pide a Geralt que se vaya del pueblo, y diciéndole que no vuelva jamás. Así nace el sobrenombre de "El Carnicero de Blaviken".

### Cuestión de precio
«Cuestión de precio (Kwestia ceny)»
Geralt asiste como invitado al cumpleaños quince de la princesa Pavetta, hija de la reina guerrera Calanthe, en donde su mano será puesta a disposición de diferentes contendientes entre príncipes y nobles.
Geralt, sentado al lado de la reina, no entiende la razón de haber sido invitado y discute sobre este tema con Calanthe, cuando aparece un caballero con el yelmo puesto, presentándose como el "Erizo de Erlenwald". El extraño caballero dice que llega a recoger la recompensa por haber salvado la vida del rey Roegner, quien otorgó el "derecho de sorpresa", que es poseer aquello que no sabe que tiene, y era que no sabía que la reina estaba embarazada de Paveta.
La reina admite que es cierto, pero no tiene intención de entregarle a su hija e inicia una trifulca entre los invitados. Calanthe le pregunta a su hija Pavetta si quiere irse con el erizo, ella dice que si y la reina se desmaya comenzando una pelea, con los guardias y caballeros atacando al Erizo.
La princesa al ver a su amante atacado libera un poder destructor como remolinos de poder que amenazan destruir el palacio, pero Geralt con ayuda de un hechicero llamado Coodcoodak, logra regresar a Pavetta a la normalidad. Pavetta y Duny, que era el nombre del Erizo, explican que se han enamorado tras estarse viendo a escondidas durante un año. La reina acepta el amor que se tienen y Duny, agradecido por su vida le ofrece al brujo que pida su recompensa.
Geralt apela también al derecho de sorpresa, "aquello que ya tienes, pero no lo sabes" y resulta que Pavetta está embarazada.

### El confín del mundo
«El confín del mundo (Kraniec świata)»

### El último deseo
«El último deseo (Ostatnie życzenie)» Se trata del último capítulo del libro en el cual nuestro protagonista conoce a la hechicera Yennefer de Vengerberg.

## Personajes
- Geralt de Rivia: el brujo.
- Yennefer de Vengerberg: la hechicera.
- Cirilla «Ciri» Fiona Ellen Ryannon: hija adoptiva del brujo.
- Velerad: Corregidor de Wizyma.
- Foltest: Rey de Temeria
- Adda: Princesa de Wizyma y hermana del rey Foltest, con quien concibió una hija, llamada Adda también.
- Ostrid: Noble de Wizyma, que amaba a Adda y maldijo a Foltest.
- Segelin: Noble de Wizyma.

## Publicación
El libro ha sido traducido al ruso, checo, español, francés, lituano, alemán, eslovaco, portugués e inglés. 
La edición en castellano fue traducida por José María Faraldo para la editorial Bibliópolis quien la publicó en noviembre de 2002, la cual fue posteriormente reeditada por Alamut Ediciones.
- Polaco: Ostatnie życzenie (SuperNOWA, 1993, ISBN 8370540619)
- Ruso: Последнее желание (AST - Terra Fantastica, 1996)
- Alemán: Der letzte Wunsch (Heyne Verlag, 1998)
- Checo: Zaklínač I - Poslední přání (Leonardo, 1999)
- Español: El último deseo, (Bibliópolis fantástica, 2002)
- Francés: Le Dernier Vœu (2003)
- Lituano: Paskutinis noras (Eridanas, 2005)
- Portugués: O Último Desejo (Livros do Brasil, 2005)

En inglés fue publicado primero en el Reino Unido con el título «The Last Wish» por la editorial Gollancz en el año 2007,  seguido de la edición estadounidense publicado por la editorial Orbit Books en el 2008.

## Recepción
De este libro la revista Time dijo: «Como un elaborado hechizo mágico, cada novela de Sapkowski es una mezcla de fantasía, agudeza intelectual y humor lacónico.»

## Adaptaciones
Esta narración fue adaptada en una película y posteriormente en una serie de televisión polaca tituladas The Hexer, las cuales tuvieron una pésima recepción de la crítica y del público general; llegando incluso a contar con la desaprobación del autor.
De 1993 a 1995 se publicó un cómic basado en estas historias con guion de Maciej Parowski y dibujo de Bogusław Polch.
Posteriormente Netflix adaptó la historia en una serie titulada The Witcher, la cual fue estrenada el 20 de diciembre de 2019. Esta cuenta con la participación de Lauren Schmidt Hissrich como showrunner de la serie y fue protagonizada por Henry Cavill como Geralt, Anya Chalotra como Yennefer y Freya Allan como Ciri.